# Antoni Cruanyes i Plana
Antoni Cruanyes i Plana   (Canet de Mar, 8 de setembre de 1974), conegut simplement com a Toni Cruanyes, és un periodista català. Des del 20 de gener del 2014, presenta el Telenotícies vespre de TV3.
Llicenciat en Periodisme i Ciències Polítiques per la Universitat Autònoma de Barcelona, també ha fet ampliacions d'estudis a la Universitat de Stirling (1996) i la Universitat de Florència (1998).
El 1995, conjuntament amb Carles Sàiz entre d'altres, va fundar a Canet la revista d'abast local ÀMBIT. Entre 1999 i 2003 va ser reporter del Servei Mundial de la BBC, a Londres, en anglès i en espanyol per al públic llatinoamericà. D'aquesta experiència en va sortir el llibre El llarg adéu de Pinochet, on explica la detenció i posterior alliberament del dictador xilè en territori britànic.
Des de Londres va col·laborar amb el setmanari El Temps, el diari El Punt i els programes radiofònics Els matins d'Ona Catalana, de Josep Cuní, i L'hora del pati de RAC1, amb Albert Om. Però pel que se'l reconeix més és per la seva feina al capdavant de la corresponsalia de Televisió de Catalunya a Londres. Des d'allà va cobrir els últims anys al poder de Tony Blair, les guerres de l'Afganistan i de l'Iraq i els atemptats del 7-J al metro de Londres. Va publicar el llibre "De Tony Blair a Zapatero. Una autòpsia de l'esquerra europea" a Angle Editorial.
L'any 2004 va treballar a la ràdio de Nacions Unides, a Nova York. Des d'allà va continuar col·laborant amb mitjans de comunicació catalans. Fins que a finals d'aquell any es va incorporar definitivament a la redacció de Televisió de Catalunya.
A Televisió de Catalunya ha desenvolupat tasques de presentador al canal de notícies 3/24. Com a redactor de la Secció d'Internacional ha enviat cròniques des de Washington, Cuba, Argentina i el Líban. Durant dues temporades ha estat el responsable de la informació internacional del programa La nit al dia, de Mònica Terribas, fins que el novembre de 2007 va passar a ser el director adjunt de l'Avui. Un any després, l'1 de desembre del 2008, va esdevenir director en funcions del diari en substitució de Xavier Bosch fins al juliol de 2009, quan abandonà el diari en ser nomenat cap d'Internacional de Televisió de Catalunya.
El 2012 va guanyar el Premi Joan Fuster d'assaig per Un antídot contra l'extrema dreta.
L'octubre de 2013 es va saber que a partir del 16 de gener de 2014 deixaria la corresponsalia a París per presentar un renovat Telenotícies vespre, en substitució de Ramon Pellicer. Segons va explicar la cadena, «incorporarà elements d'anàlisi i reflexió que ajudaran a interpretar l'actualitat, amb la presència d'experts i col·laboradors i amb entrevistes». Degut a la vaga dels treballadors realitzada el 16 de gener de 2014, els directius de Televisió de Catalunya van decidir ajornar la seva aparició, juntament amb la renovació del 3/24 i els TN, fins al 20 de gener de 2014.
El 6 de gener del 2022 va guanyar el Premi Josep Pla de narrativa amb l'obra La Vall de la Llum.